# Пивка (река)
Пивка (на словенски: Pivka) е река в Словения. Дължината ѝ е 27 km.
Реката извира на 555 m н.в. в землището на селище Загоре. Водите на реката дълбаят пещерата Постойна, на 510 m н.в. Влива се в Река.